# Aspenstedt
Aspenstedt là một đô thị ở huyện Harz, trong bang Sachsen-Anhalt, Đức. Đô thị Aspenstedt có diện tích 7,82 km².